# 阎步克
阎步克（1954年11月20日—），辽宁省沈阳市人，出生于黑龙江省哈尔滨市，中国历史学家，北京大学历史学系文科一级教授、博雅讲席教授、博士生导师，主要从事魏晋南北朝史、中国古代政治制度等领域的研究。他曾任北京大学人文学部副主任、历史学系学术委员会主席、学科学位分委员会委员。

## 生平
阎步克于1971年中学毕业，此后曾下乡劳动。1973年入伍。1978年考入北京大学历史系，師從田餘慶。1988年毕业并获历史学博士学位。后留校任教，1991年升任副教授。1993年起任教授。2005年受聘成为教育部长江学者特聘教授。2009年获北京大学国华杰出学者奖。
2024年12月17日，閻步克在北京大學為學生講授最後一堂課，此後結束教學並退休。

## 著作
- 《官僚制》（译著，原著：马丁·阿尔布罗，知识出版社，1990年）
- 《察举制度变迁史稿》（辽宁大学出版社，1991年）
- 《帝国的政治体系》（译著，原著：什缪尔·艾森斯塔德，贵州人民出版社，1992年）
- 《士大夫政治演生史稿》（北京大学出版社，1996年）
- 《阎步克自选集》（广西师范大学出版社，1997年）
- 《乐师与史官——传统政治文化与政治制度论集》（三联书店，2001年）
- 《品位与职位——秦汉魏晋南北朝官阶制度研究》（中华书局，2003年）
- 《从爵本位到官本位》（三联书店，2009年）
- 《波峰与波谷：秦汉魏晋南北朝的政治文明》（北京大学出版社，2009年）
- 《服周之冕——〈周礼〉六冕礼制的兴衰变异》（中华书局，2009年）
- 《中国古代官阶制度引论》（北京大学出版社，2009年）